# Циклопентан
Циклопента́н (пентаметилен), C5H10 — углеводород циклоалканового ряда. Содержится в нефти.

## Физические свойства
Бесцветная жидкость с характерным запахом керосина, tкип = +49,3 °С, tпл = −93,9 °С, плотность 0,745 г/см3 (+20 °С), нерастворима в воде, смешивается с органическими растворителями (этанолом, ацетоном, диэтиловым эфиром).

Углеродные атомы не располагаются в одной плоскости, а образуют конформацию «конверт».

## Синтез
Циклопентан можно получить несколькими способами:
- Основной способ — восстановление циклопентанона амальгамой цинка:

- Из нефти путём каталитического риформинга
- Гидрированием циклопентадиена
- Нагреванием 1,5-дибромпентана с металлическим магнием (цинком):

## Применение
Применяется в качестве вспенивателя пенополиуретана, в холодильном оборудовании в качестве заменителя фреонов. Как растворитель простых эфиров целлюлозы.

## Безопасность
Малотоксичен. Очень горюч. Образует взрывоопасные смеси с воздухом, пределы взрываемости от 1,4 % об. (41 г/м3) до 8,0 % об. (233 г/м3).

Обладает наркотическим действием. ЛД50 — 11400 мг/кг крысы, перорально.